# Stenopsyche similis
Stenopsyche similis är en nattsländeart som beskrevs av Georg Ulmer 1927. Stenopsyche similis ingår i släktet Stenopsyche och familjen Stenopsychidae. Inga underarter finns listade i Catalogue of Life.